# Fărcașele
Fărcașele is een Roemeense gemeente in het district Olt.
Fărcașele telt 4786 inwoners.